# Церква святого Миколая в Желіхово-Циганку

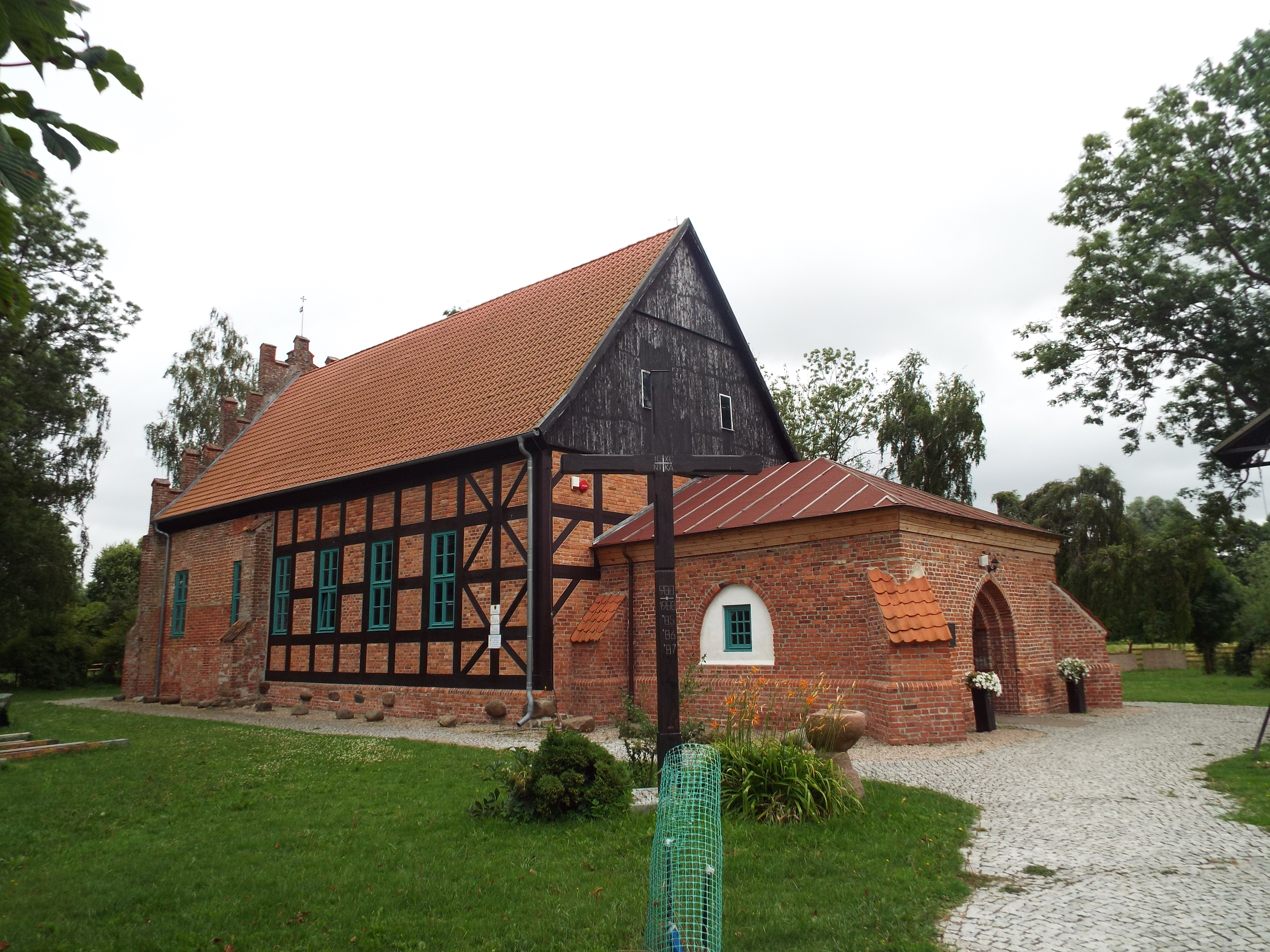
Греко-католицька церква св. Миколая у Желіхово (Циганку), 2019 р.

54°14′29″ пн. ш. 19°08′34″ сх. д. / 54.2414° пн. ш. 19.1428° сх. д.
Церква святого Миколая в Желіхово — українська греко-католицька церква в с. Желіхово, гміні Новий Двір-Гданський, в Поморському воєводстві.

## Історія храму
Храм був збудований в середині XIV ст. Желіхово є найдавнішим селом району Нового Двору (німецька назва — Tiegenhagen), перші згадки про яке походять з 1328 р. Документ, який свідчив про локацію Желіхово був загублений, але організоване утворення поселення на теренах сучасного Желіхово-Циганка на основі документів, які стосуються навколишніх сіл можна датувати 30-ми роками XIV ст. Перший документ відносно села «Thuenhain» являє собою підтвердження права на локацію села на Хелмінському праві. Документ також дозволяв збудувати в селі костел св. Миколая. Храм був збудований в середині XIV ст. на лівому березі рукава Туга в готичному стилі з цегли. Технічні умови, зокрема, слабка міцність ґрунту, робили неможливим зведення масивної цегляної дзвіниці. Зважаючи на це, на низькій цегляній основі збудовано не дуже високу дерев'яну вежу.
Внаслідок поширення реформації і масового переходу місцевого населення до нової церкви, парафіяльний католицький костел св. Миколая в 1574 р. був прийнятий протестантами. Проте, королівським рішенням від 7 вересня1629 р. костел був повернутий католикам. Численні підтоплення змусили мешканців піднести рівень ґрунту навколо костелу на півметра. В цей час піднесено також рівень підлоги всередині храму. Ці роботи виконано між 1637 та 1647 рр. В цей же час було проведено реконструкцію костелу після аварії 1622 р., коли завалилася частина храму.
Брилу храму зорієнтовано в напрямку схід-захід. Цікаво, що у східну стіну вмонтовано металевий стрижень, що показує рівень моря у порівнянні з ґрунтом, який оточує будівлю. Рівень ґрунту навколо костелу та його підлоги знаходиться близько 0,7 м нижче рівня моря. Від його вихідної готичної кладки залилися лише східна частина бічних стін (презбітерум), східний готичний фасад і основа наразі не існуючої вежі з стрільчастим готичним порталом.
Натомість між 1637 та 1647 рр. було збудовано поздовжні стіни в характерній для Жулав техніці прусського муру (техніка скелетної конструкції, коли простір між дерев'яним скелетом будівлі закладається цеглою), а також західну фасадну стіну. Частково замінено цеглу, зовнішньої частини основи вежі.
У храмі тривалий час мали свою садибу декани з Нового Двору-Гданського. Зберігся багатий вистрій інтер'єру. В 1687 р. солтис Петер Конрадт з Petershagen (Желіхово), який виконував функції будівничого, розібрав дерев'яну частину вежі і відбудував її з нових елементів. Пізніше вежа була ще два рази відновлена. Пошкоджена під час бурі 1768 р., вежа храму відновлена в серпні 1768 р. У 1846 р. виконано ремонт вежі, з заміною гонту, а також при південній стіні зведено захристію. Подібні праці на вежі проведено і в 1912 р.
Перед виходом з церкви зберігся хрест, який походить з 1914 р. в пам'ять про францисканську місію (з німецькомовним написом). На території Великих Жулав, що включали територію дельти Вісли в протестантській провінції Східної Пруссії, до 1945 р. існувало лише два римо-католицьких костели. Одним з них був костел святого Миколая в Циганку. Вежа була кілька разів ремонтована і остаточно розібрана в 1945 р. (щоб не слугувала орієнтиром для радянських військ).

## Використання та передача храму українцям греко-католикам

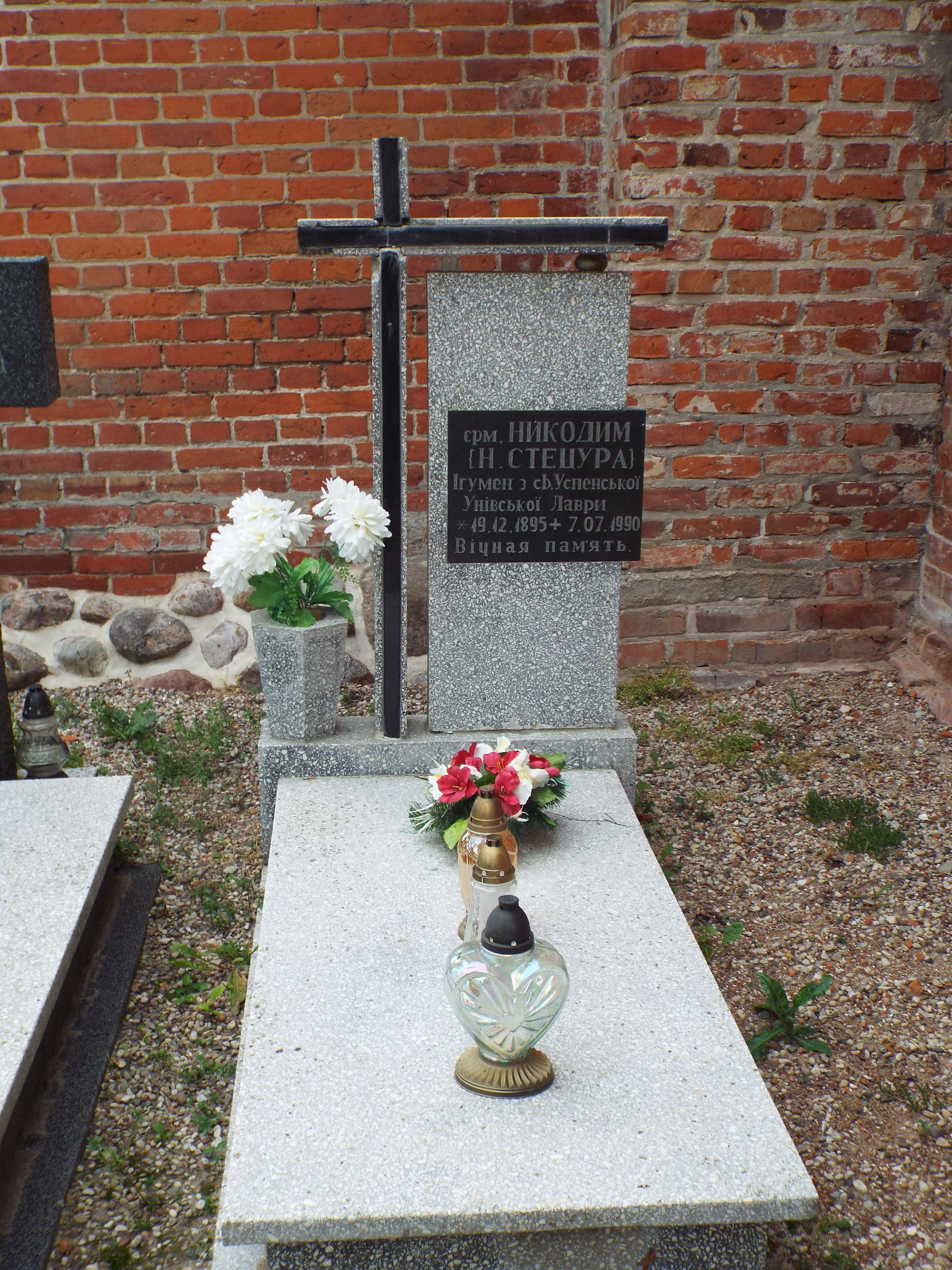
Могила ієромонаха Никодима (Н. Стецури) біля церкви св. Миколая в Желіхово-Циганку, 2019 р.

До Циганка (суч. Желіхово) з Нового Двору-Гданського перейшов служити отець Василь Гриник, який започаткував структури греко-католицької церкви та українського духовно-культурного життя на Помор'ї. 14 березня 1952 р. в храмі св. Миколая він відправив першу літургію св. Іоанна Златоуста. Тут виникла парафія св. Миколая, що є потужним українським центром і в наша час.
З 1952 р. храм використовувався двома парафіями: греко- та римсько-католицькою, а 2002 року перейшов у власність греко-католицької парафії. У 1988 р. на відзначення 1000-ліття хрещення Русі перед церквою було встановлено дерев'яний хрест, а у стіну храму зліва від входу вмуровано меморіальну дошку із зображенням св. Володимира та Ольги. В 2010 проведено капітальний ремонт несучих конструкцій даху та замінено покриття даху церкви. В 2011 р. ремонтувалися фундаменти, була закладена ізоляція вздвож стін, було вирівняно ділянку біля храму.

## Вистрій храму
Головний вівтар був встановлений у 1730 р., а позолочений — у 1737 р., за що заплачено 250 гульденів. Головний образ представляє Марію як королеву трояндового вінка, а вище — образ «Ecce Homo» (Ісус перед Пілатом). Бічні вівтарі були вирізьблені в 1748 р. гданським скульптором майстром Віхертом. В наступні роки їх було позолочено та пофарбовано. В рахункових книгах з 1752 р. знаходимо також згадку про маляра-золотаря Руча. Північний бічний образ посвячений Святому Миколаю. Південний вівтар присвячений Пресвятій Діві Марії. Він має на своєму головному образі народження Христа, а на горі його проповідь.
Храм має оббиту дошками розмальовану фігурами стелю. Над вівтарем представлена свята Трійця: Господь, Ісус Христос з хрестом та голуб — образ Святого Духа в оточенні ангелів. На західній стіні, посередині склепіння, бачимо ягнятка на книжці з сімома печатками. Діва Марія, Єлизавета, Анна, Іван Хреститель, Йосип і Яків, розташовані з лівого і правого боку від прикріпленого до стіни хреста з 1750 р., а на східній стіні над органом — образ Святого Миколая, патрона костелу. Бічні зводи вкриті дошками, як і стеля, що утворює напівкругле склепіння. На східній частині склепіння бачимо святих, які дивляться з-поза зображеної балюстради. На південній частині бачимо Адама, Єву, Ноя, Мельхіседека, Аарона, Ісуса Навина, Гедеона, святих Магдалину, Петра, Якова Старшого, Тому, Філіпа, Якова Молодшого, Марка, Луку та Матвія. Амвон збудовано в 1747—1748 рр. На балюстраді вміщено навернення Павла та Христа як судді світу, на стіні зображення «Дванадцятирічний Христос у храмі», на закінченні амвона, по краю вирізьблені малі фігурки солдат: справа — римські легіонери, а з лівого боку — польсько-саксонська піхота з часів близько 1750 р. Огорожа органу містить в заповненнях балюстради наступні образи: Благовіщення, Різдва Христового, Преображення Господнього, Хресної Дороги і Покладання у гроб. Орган має три вежі з різьбленими боками. Олійні розписи були створені за часів декана Моцького (Mocki). З бухгалтерських книг костельного архіву відомо, що маляр Віхерт з «Merlzacker» у 1751 р. за розписи в костелі отримав, не рахуючи золота та фарб, 400 гульденів.
Українськими елементами вистрою костелу є іконостас (уособлення неба), ікона св. Миколая на стіні справа, хоругви із зображеннями св. Володимира та Ольги, а також численні вишиті рушники, що прикрашають образи та убранство храму.

## Історико-культурна цінність
Рішенням Воєводського консерватора пам'яток у Гданську від 25.09.1961 р., храм вписаний до реєстру пам'яток з номером 126/N, новий реєстраційний номер 236.
Храм являє наразі єдине місце культу греко-католицького обряду для українців на теренах Великих Жулав, становлячи важливий культурно-інтеграційний центр